# Mickelia oligarchica
Mickelia oligarchica là một loài dương xỉ trong họ Dryopteridaceae. Loài này được Baker R.C. Moran, Labiak & Sundue mô tả khoa học đầu tiên năm 2010.